# Dianthus spiculifolius
Dianthus spiculifolius là loài thực vật có hoa thuộc họ Cẩm chướng. Loài này được Schur mô tả khoa học đầu tiên năm 1866.